# ロボット政策研究会
ロボット政策研究会（ロボットせいさくけんきゅうかい）（委員長：三浦宏文工学院大学学長）は、2004年（平成16年）5月に、経済産業省産業構造審議会新成長部会において取りまとめた「新産業創造戦略」の中で、ロボットが目指すべき７つの産業分野の一つとして位置づけられたことから、「新産業創造戦略」の一層の具体化を図ることを目的に、2005年（平成17年）1月から開催し、検討を行った研究会である。
2006年（平成18年）5月に「ロボット政策研究会報告書～RT革命が日本を飛躍させる～」を取りまとめた。